# Pedro Fernando
Paulo Fernando Fazenda Manuel známý jako Pedro Fernando (* 19. listopad 1998 Luanda) je angolský rapper a hudebník. Pochází z Luandy. Svou uměleckou kariéru začal v roce 2013, kdy vydal své první album. V roce 2016 vydal album s názvem Golden God.
Zpívá své písně v portugalštině a angličtině

## Diskografie

### EP
- Golden God (2016)

1. Golden God (intro)
2. Celebro
3. Workin'(freestyle)
4. Farto
5. Confiar
6. Fakes
7. I'm That Boy
8. Vibe

### Singly
- Vibe (2016)
- Confiar (2017)